# 赵泳鑫
趙泳鑫（1988年8月25日—），艺名小鑫，出生于雲南昆明，中国歌手、词曲创作人、音乐制作人、演员，是男子組合MIC男团的副隊長。

## 生平
2006年初，太合麥田啟動“麻團”計畫，趙泳鑫投遞簡歷，被公司從3萬人中選中，於2007年4月1日開始接受半軍事化全封閉培訓，組成MIC男團員，於2010年10月20號出道，擔任副隊長，擅長創作、高音，演奏中西方多種樂器。
2016年發行個人創作專輯《Get Out》，2018年發行第二章專輯《躺著》以及若干單曲《完美》、《多餘》、《辛棄疾不管星期幾》、《慢鏡頭》、《想浪漫》、《剛好日落》、《過敏》，創作風格多元，並為他人創作詞、曲、擔任編曲及製作人。

## 為他人創作的歌曲
| 發行時間       | 演唱者                      | 歌名                  | 創作身分                 |
| 2014年12月10日 | 檀健次                      | Fly away              | 作詞、作曲、製作人       |
| 2015年5月22日  | 周子琰                      | 瘋了                  | 作詞、作曲、製作人       |
| 2018年9月19日  | 李子璇                      | 讓我閃耀              | 作曲、製作人             |
| 2019年3月18日  | 金國棟                      | 那時                  | 作曲、製作人             |
| 2019年5月17日  | 劉維                        | 同類                  | 作詞、作曲、製作人       |
| 2019年7月19日  | 池約翰                      | 猴利與德昂            | 作詞                     |
| 2019年10月14日 | 高瀚宇                      | Check-in              | 作詞、作曲、製作人       |
| 2019年11月7日  | 徐若僑                      | Sometimes             | 製作人                   |
| 2019年12月18日 | 張韶涵                      | 無度 因“我”而起       | 作詞、作曲               |
| 2020年1月1日   | 女團組合S.i.S               | My Dear               | 作曲、製作人             |
| 2020年7月10日  | 女團組合S.i.S               | 大膽小鬼Night SURFING | 製作人                   |
| 2020年7月20日  | 池約翰                      | 拆時間的牆            | 作詞                     |
| 2022年4月20日  | 劉心藝                      | 納芙蒂蒂              | 作詞、作曲、製作人、監製 |
| 2022年5月23日  | 劉心藝                      | 懸空                  | 作詞、作曲、製作人、監製 |
| 2023年12月8日  | 劉維 （页面存档备份，存于） | 80後的DISCO           | 製作人、母帶後期製作人   |

## 演出作品
| 年份   | 類型   | 劇名                           | 飾演     |
| 2003年 | 电视剧 | 《阳光雨季》                   | 郑楠     |
| 2008年 | 电影   | 《盗版猫》                     | 嘻哈一族 |
| 2013年 | 电视剧 | 《龍門鏢局》                   | 恭恭     |
| 2014年 | 网剧   | 《花樣江湖》                   | 趙泳鑫   |
| 2016年 | 电影   | 《恐怖筆記》                   | 李磊     |
| 2022年 | 电视剧 | 《将爱之因为爱情》(2011年拍攝) | 郎朗     |

## 專輯
| 年份           | 專輯                    | 曲目 |
| 2018年9月5日   | 《躺著》（个人专辑）    | 1. 躺著 2. 稀客 3. 自首 4. 不可方物 5. 杜英才 6. Mr. Sorry 7. 就算你還在 8. 邪念 9. Lili 10. 下場                                                                     |
| 2016年7月12日  | 《GET OUT》（个人专辑） | 1. Get Out 2. 說過的不算 3. 桃之夭夭 4. 哎喲 5. 紈絝 6. So Good 7. 不過如此 8. 自作自受 9. 為什麼還是我 10. 那個他 11. 不想見你                                       |
| 2014年12月30日 | 《SOLO》                | 1. Super Daddy 2. I Can Say 3. Fly Away 4. Wonderful Life 5. 我和我自己 6. Dont Touch My Jordan 7. 不想见你 8. 那个他 9. Future 10. 闺蜜                              |
| 2012年8月8日   | 《色.color》            | 1. SINGLE LADIES 2. My Place 3. 宿醉 4. 对白 5. Lonely night 6. 春心荡漾 7. 谁孤单 8. 海 9. 窒息 10. 我还爱着你 11. 宿醉 Part.2                                       |
| 2011年11月11日 | 《V》                   | 1. Get It Hot 2. 望That Sea 3. To Bad Girls 4. Dance with mic 5. 买单 6. 当你看着我的眼睛 7. 非常二十一世纪 8. 心恋 9. You Are So Cute 10. 将爱 11. 半梦 12. 风暴夏天 |
| 2010年10月11日 | 《ROCK STAR》           | 1. Rockstar 2. 第几幕的爱 3. 这次,真的是你不对 4. 漫游记 5. 要命的烦恼                                                                                                |